# Modern Music School
Die Modern Music School (MMS) ist eine private Musikschule auf der Basis eines Franchisesystems. Die Schule ist mit 80 Standorten, die von 50 Franchisenehmern betrieben werden, in Deutschland, Griechenland, den USA, Kanada, den Vereinigten Arabischen Emiraten und dem Iran vertreten. Die Zentrale der MMS befindet sich in Idar-Oberstein.

## Geschichte und Entwicklung
Die Modern Music School wurde 1987 vom Betriebswirt und Schlagzeuger Hans-Peter Becker unter dem Namen Modern Drum School in Saarbrücken gegründet und war zunächst auf Schlagzeugunterricht spezialisiert. 1995 wurde das Angebot um Instrumente aus dem Bereich der Rock- und Popmusik erweitert und die Schule in Modern Music School umbenannt. Heute bietet die Schule abhängig vom Standort vor allem Unterricht an den Instrumenten Schlagzeug, E-Gitarre, Akustikgitarre, Bass, Klavier und Keyboard sowie Gesangsunterricht an.
Im Jahr 1996 gründete Becker in Pasadena, Kalifornien die Los Angeles Music Academy (LAMA). Die ersten Department Heads waren Frank Gambale (Gitarre), Alphonso Johnson (Bass), Ralph Humphrey und Joe Porcaro (Drums). Im Jahr 1998 folgte die erste Franchisefiliale in Costa Rica. 2001 expandierte das Unternehmen weiter ins Ausland. Inzwischen gibt es Filialen in Griechenland, den USA, Kanada, dem Iran sowie den Vereinigten Arabischen Emiraten.
1997 gründete Becker die Musikschule für Musikalische Früherziehung Kling Klong. Das Kling Klong-Konzept orientiert sich an der Reggio-Pädagogik, Reformpädagogik und einzelnen Pädagogen wie A. S. Neill und Maria Montessori und erweitert das Konzept um Musikunterricht für eine Altersgruppe zwischen anderthalb bis sieben Jahren.
Die VibrA wurde im Jahr 2002 als Vestax DJ School gegründet und bietet als private Musikschule DJ- und Producing-Unterricht.
Die Franchisenehmer der Modern Music School sind Standortmanager ihrer eigenen MMS-Filiale. Die drei Franchisemodelle Modern Music School, Kling Klong und VibrA können einzeln oder miteinander kombiniert betrieben werden. Die Franchisenehmer benötigen keine musikalische Ausbildung. Die Lehrkräfte sind Musiker und Pädagogen.
Die MMS verfügt mit Modu Publishing über einen eigenen Verlag. Hier werden die im Musikunterricht der MMS verwendeten Lehrbücher sowie Sachbücher und Magazine zu den Themen Musik und Musikpädagogik, Lernen und Erziehung publiziert.

## Unterrichtskonzept und pädagogisches Konzept
Der Musikunterricht der Schule richtet sich an eine Altersgruppe ab sieben Jahren. Die Schüler können zwischen verschiedenen Programmen wählen. Neben Einzel- und Gruppenunterricht gibt es das sogenannte Band Program und ein Professional Program als Vorbereitung auf eine professionelle Musikerlaufbahn.
Die Musikschüler dürfen ihr Unterrichtsziel definieren und die Musikrichtung im Unterricht wählen. Außerdem gibt es zusätzlich spezielle Schülerkonzerte und Starworkshops.
Für die MMS unterrichten etwa 350 Musiklehrer und Kursleiter als Honorarkräfte, die im firmeneigenen Ausbildungszentrum in Aschaffenburg geschult und in Seminaren weitergebildet werden. Beim didaktischen und pädagogischen Konzept spielen verschiedene pädagogische sowie motivationstheoretische und neurowissenschaftliche Ansätze eine Rolle.

## Zusammenarbeit
Im Jahr 1991 wurden Music Camps in Deutschland organisiert. Es fand eine Zusammenarbeit statt mit Musikern wie u. a. Gregg Bissonette, Steve Smith, Adam Nussbaum, Will Calhoun, David Garibaldi und Ray Luzier, die auf den Camps unterrichteten. Außerdem wurden Workshops wie die Star Connection angeboten mit international agierenden Musikern aus dem Bereich Rock und Pop. Zudem arbeitet die Schule mit dem Trinity College London zusammen, die in diesem Rahmen sogenannte Trinity Rock and Pop Exams in Deutschland durchführte.